# 64 f.Kr.
| 64 f.Kr.           |
| ------------------ |
| Dødsfald - Fødsler |
|                    |